# Kongói labdarúgó-válogatott
A kongói labdarúgó-válogatott (becenevükön: Vörös ördögök) a Kongói Köztársaság nemzeti csapata, melyet a kongói labdarúgó-szövetség irányít. A csapat még nem jutott ki egyetlen labdarúgó-világbajnokságra sem. Az 1972-es afrikai nemzetek kupáján az első helyet szerezte meg.

## Nemzetközi eredmények
UDEAC-bajnokság
- Aranyérmes: 1 alkalommal (1990)
- Ezüstérmes: 2 alkalommal

CEMAC-kuba
- Aranyérmes: 1 alkalommal (2007)

Közép-afrikai Játékok
- Ezüstérmes: 2 alkalommal

## Világbajnoki szereplés
- 1930 - 1962 - Nem indult
- 1966 - A FIFA nem fogadta el a nevezését
- 1970 - Nem indult
- 1974 - 1978 - Nem jutott be
- 1982 - 1990 - Nem indult
- 1994 - 2018 - Nem jutott be

## Afrikai nemzetek kupája-szereplés
| Év   | Eredmény      |
| ---- | ------------- |
| 1957 | Nem indult    |
| 1959 | Nem indult    |
| 1962 | Nem indult    |
| 1963 | Nem indult    |
| 1965 | Nem indult    |
| 1968 | Csoportkör    |
| 1970 | Nem indult    |
| 1972 | Aranyérmes    |
| 1974 | Negyedik      |
| 1976 | Nem jutott be |

| Év   | Eredmények    |
| ---- | ------------- |
| 1978 | Csoportkör    |
| 1980 | Nem jutott be |
| 1982 | Nem jutott be |
| 1984 | Nem indult    |
| 1986 | Nem jutott be |
| 1988 | Nem jutott be |
| 1990 | Nem indult    |
| 1992 | Negyeddöntő   |
| 1994 | Nem jutott be |
| 1996 | Nem jutott be |

| Év   | Eredmények    |
| ---- | ------------- |
| 1998 | Nem jutott be |
| 2000 | Csoportkör    |
| 2002 | Nem jutott be |
| 2004 | Nem jutott be |
| 2006 | Nem jutott be |
| 2008 | Nem jutott be |
| 2010 | Nem jutott be |
| 2012 | Nem jutott be |
| 2013 | Nem jutott be |
| 2015 | Negyeddöntő   |

## Külső hivatkozások
- Kongó a FIFA.com-on Archiválva 2010. május 28-i dátummal a Wayback Machine-ben

1. ↑  The FIFA/Coca-Cola World Ranking. FIFA
2. ↑  World Football Elo Ratings. eloratings.net